# Notolampra punctata
Notolampra punctata är en kackerlacksart som först beskrevs av Henri Saussure 1873.  Notolampra punctata ingår i släktet Notolampra och familjen jättekackerlackor. Inga underarter finns listade i Catalogue of Life.